# سيمون فيذرستون
سيمون فيذرستون (بالإنجليزية: Simon Featherstone)‏ هو دبلوماسي بريطاني، ولد في 24 يوليو 1958، وتوفي في 26 أغسطس 2014 بسبب مرض.